# Dendragapus
Dendragapus är ett släkte med nordamerikanska skogshöns i ordningen hönsfåglar. Idag förs två arter till släktet, gråjärpe (D. obscurus) och sotjärpe (D. fuliginiosus). De betraktades tidigare som en och samma art, då med det svenska namnet blåjärpe. Tidigare inkluderades amurjärpe och granjärpe, men dessa placeras nu vanligen i Falcipennis respektive Canachites.